# Saint-Gilles (Belgio)
Saint-Gilles (in olandese Sint-Gillis e, in passato, Obbrussel) è un comune belga di 44 767 abitanti, situato nella Regione di Bruxelles-Capitale.
In aprile 2006 aveva 46 519 abitanti (Saint-Gillois) su una superficie di 2,51 km², cioè 18 533 abitanti/km². Si trova a sud di Bruxelles-ville. Una delle caratteristiche di Saint-Gilles è di avere una popolazione molto eterogenea dal punto di vista dell'origine culturale. In particolare, vi è la presenza di significative comunità d'origine straniera: marocchini, polacchi, spagnoli e portoghesi. Il sindaco è Charles Picqué, che è anche ministro-presidente della Regione di Bruxelles-capitale.
Confina con i comuni di Bruxelles-Ville, Forest, Ixelles e Anderlecht.